# Heptan-1-ol
L'heptan-1-ol est l'isomère de l'heptanol à chaîne carbonée linéaire (n-heptane) et dont le groupe hydroxyle est attaché au C7. C'est un liquide incolore qui est très peu soluble dans l'eau mais miscible dans l'éthanol et l'éther.
Il a une odeur agréable et est utilisé en cosmétologie pour son parfum.
Cet heptanol est couramment utilisé dans des expériences d'électrophysiologie cardiaque pour bloquer les jonctions communicantes et augmenter la résistance axiale entre les myocytes. L'augmentation de la résistance axiale diminue la vitesse de conduction et augmente la sensibilité du cœur à l'excitation réentrante et l'arythmie soutenue.